# Pirata subannulipes
Pirata subannulipes là một loài nhện trong họ Lycosidae.
Loài này thuộc chi Pirata. Pirata subannulipes được Embrik Strand miêu tả năm 1906.